# Osînda (film)
Osînda este un film românesc din 1976, regizat de Sergiu Nicolaescu după un scenariu inspirat din romanul Velerim și Veler Doamne (1933) al scriitorului român Victor Ion Popa. Rolurile principale au fost interpretate de Amza Pellea, Ernest Maftei, Gheorghe Dinică, Ioana Pavelescu, Sergiu Nicolaescu, Emmerich Schäffer, Mihai Mereuță, Aimée Iacobescu și Alexandru Dobrescu.
Filmul relatează povestea unui fost ocnaș pe nume Manlache Preda, care se întoarce acasă după 12 ani: zece ani de ocnă, făcuți pentru că a participat la Răscoala din 1907, și doi ani de război. El este acuzat pe nedrept de uciderea boierului la care muncea, dar fuge în munți și este ucis când coboară din nou în sat de veșnicul său dușman, jandarmul local. Este pus accentul pe tragedia individuală a personajului principal care, chiar și după ispășirea la temniță și apoi pe front a unor păcate mai vechi, este stigmatizat în continuare de societatea rurală în care trăiește.
Acest film a fost propunerea României la Premiul Oscar pentru cel mai bun film străin în 1977.

## Rezumat
Pentru participarea sa la Răscoala de la 1907 și uciderea boierului din satul său, țăranul Manlache Preda a fost arestat și a stat 10 ani la ocnă. El a fost eliberat în 1917 și trimis ca soldat pe front în Primul Război Mondial. Comandantul său militar a fost ofițerul Tudor Marian.
În 1919, după sfârșitul războiului, Manlache este lăsat la vatră și se întoarce în satul natal după 12 ani de absență. Fostul ocnaș are părul albit înainte de vreme și trăsăturile feței înăsprite. În acest timp, soția sa l-a părăsit și i-a vândut pământul boierului Leon Pârâianu, al cărui unchi fusese omorât în timpul Răscoalei. Autoritățile locale îl întâmpină cu ostilitate, sătenii sunt suspicioși și copiii fug de el. Nemaivând nici casă și nici pământ, Manlache se învoiește să intre în slujba boierului pentru a-și primi înapoi bucata de teren. El are grijă de caii cuconului Leon, prinzându-i și apoi lăsându-i liberi pe cei doi găzari care, într-o noapte furtunoasă, intraseră în grajd cu intenții necinstite. Temându-se de insistența jandarmului Ion, țăranca Ruxandra, fiica fostului răsculat Vasile Țigău mort în temniță și care era nemăritată deși avea vârsta de 25 de ani, îl roagă pe Manlache s-o ia de nevastă. Fostul ocnaș acceptă și cei doi trăiesc împreună.
Nemulțumită de traiul monoton și de pustietatea în care trăiau la țară, boieroaica Magda Pârâianu încearcă să-l seducă fără succes pe Manlache și apoi își convinge soțul să plece împreună la Paris. Ei lipsesc de la moșie un an, timp în care boierul a câștigat o sumă mare de bani la cazinourile din Franța. Ruxandra a rămas gravidă în acest timp.
Într-una din zile, Leon Pârâianu pleacă de la conac cu șareta, urmând să se întoarcă a doua zi. În dimineața următoare, pe când se întorcea spre conac, boierul este lovit cu muchea securii de cei doi găzari. Manlache aude țipete și aleargă după câinele Firicel ce pornise în urmărirea ucigașilor. El îl găsește pe boier care îi spune cu ultimele puteri că a fost vândut și apoi își dă ultima suflare. Între timp, câinele dispăruse în ceața groasă, urmărindu-i pe criminali. Dorind să se răzbune, jandarmul Ion îi spune procurorului Marian (superiorul lui Manlache în războiul tocmai terminat) că fostul ocnaș este cel bănuit de uciderea lui Leon Pârâianu, urmele lui de bocanci fiind găsite lângă mort.
Auzind că este bănuit de crimă, fostul ocnaș fuge, dar procurorul ordonă ca jandarmii să nu tragă și fugarul să fie prins viu pentru a putea fi interogat. El este adăpostit de bătrânul cantonier Petrache Sava, de la care află că niște găzari trecuseră în zilele trecute prin zonă. Timpul trece și vine iarna, dar jandarmii nu reușesc să dea de urma fugarului, iar câinele Firicel nu mai apare și nici nu i se găsește leșul. Între timp, jandarmul Ion o urmărește pe Ruxandra și încearcă să o siluiască într-o noapte. Moș Petrache îi transmite femeii că Manlache urmează să se ducă în munți și să se adăpostească la stâna lui Bădin.
Procurorul află că doi găzari dintr-un sat vecin au cheltuit o sumă de bani nejustificată și bănuiește că aceștia ar fi fost plătiți de cineva (probabil de soția boierului) pentru a săvârși crima. Judecătorul Elefterescu vrea să închidă însă cât mai repede dosarul și să-l condamne pe Manlache. Pentru a da de urma fugarului, procurorul dispune arestarea lui moș Petrache. Acesta din urmă este eliberat de Manlache, iar cei doi fug prin mlaștina înghețată. Fostul ocnaș este rănit grav, iar moșul se duce după doctorii și este arestat din nou de jandarmi. Bătut cu sălbăticie, Petrache hotărăște să ia totul asupra sa și le spune procurorului și judecătorului că el l-a ucis pe conul Leon (pentru că acesta i-a batjocorit fata) și apoi pe Manlache, care ar fi amenințat că-l denunță. Fostul ocnaș reușise totuși să fugă și se adăpostise la stâna lui Bădin, aflată în munți, unde îl vizitează Ruxandra. El plănuiește să rămână acolo până în primăvară, când va încerca să-și facă dreptate.
Aflat în închisoare, fostul cantonier este omorât în bătaie de plutonierul Bobincă și apoi atârnat de o grindă din celulă pentru a lăsa impresia că s-ar fi spânzurat. Judecătorul vrea să claseze cazul și obține numirea procurorului într-un post din București. Marian crede însă că declarațiile lui Petrache sunt mincinoase și pornește în ajunul Crăciunului, împreună cu doi jandarmi, spre stâna unde se adăpostea fugarul. Din cauza viscolului, procurorul și jandarmul Bobincă se pierd în munți și sunt atacați și uciși de lupi. Între timp, pe Ruxandra o apucă durerile nașterii înainte de vreme, iar Manlache o ia în brațe și o duce la biserica din sat, unde femeia moare în timpul nașterii. El o înmormântează în vârful unui deal din cimitirul satului, punându-i pe mormânt o cruce mare din lemn pe care o târâse cu greu prin zăpadă.
După moartea procurorului, judecătorul clasează cazul și afirmă că Marian era nebun. Autoritățile puseseră un premiu pentru prinderea lui Manlache Preda. Găzarul, considerat vinovat de crimă de către procuror, murise și el în urma mușcăturilor unui câine sălbăticit. Boieroaica Pârâianu găsise deja un înlocuitor pentru soțul ei, existând tot mai multe zvonuri că ea ar fi pus la cale asasinatul.
Primăvara sosește, iar fostul ocnaș coboară în sat pentru a merge la mormântul Ruxandrei. În timp ce urca dealul, el este împușcat de la distanță de mai multe ori de către jandarmul Ion, care-l aștepta lângă biserică. Manlache reușește să ajungă cu ultimele puteri până la cruce și cade peste ea, scoțând-o din pământ și rostind: „Grijania ei de lume!”.

## Distribuție
- Amza Pellea — țăranul Manlache Preda, fost ocnaș
- Ernest Maftei — cantonierul Petrache Sava
- Gheorghe Dinică — Ion, șeful postului de jandarmi
- Ioana Pavelescu — țăranca Ruxandra
- Sergiu Nicolaescu — procurorul Tudor Marian
- Emmerich Schäffer — moșierul Leon Pârâianu (menționat Emerich Schäffer)
- Mihai Mereuță — plutonierul de jandarmi Bobincă
- Aimée Iacobescu — Magda Pârâianu, soția moșierului
- Alexandru Dobrescu — judecătorul Elefterescu
- Cornel Gîrbea — ciobanul Bădin
- Constantin Rauțchi — găzarul Iordan
- Elisabeta Jar-Rozorea — soția lui Manlache
- Elena Dacian — mama lui Manlache
- Vasile Nițulescu — preotul satului
- Aurel Popescu
- Gheorghe Mazilu
- Vasile Popa — găzar
- Ion Andrei
- Tudor Stavru
- Alexandru Mereuță
- Dumitru Ghiuzelea
- Ion Pall
- Ion Militaru
- Constantin Totoescu
- Vasile Fînaru
- Dan Șchiopu
- Mihai Teclu

## Producție

### Scenariu
Scenariul acestui film este inspirat din romanul Velerim și Veler Doamne (1933) al lui Victor Ion Popa  și a fost scris de inginerul sunetist Anușavan Salamanian și regizorul Sergiu Nicolaescu. Cei doi coautori au încheiat la 27 august 1975 un contract cu Casa de Filme 5 pentru scenariul viitorului film.
Nicolaescu a afirmat că a lucrat intens la scrierea scenariului împreună cu Titus Popovici, fiind modificate unele aspecte din roman. Scenariștii au preluat câteva personaje printre care personajul principal Manlache Pleșa (căruia i-au schimbat numele în cel de Manlache Preda) și Rusanda (aceasta era în roman un personaj secundar, dar în film a dobândit o întindere mai mare și i s-a schimbat numele în cel de Ruxandra), precum și câteva întâmplări, dar au modificat semnificațiile faptelor relatate, punând accentul pe laturile sociale descrise în roman.

### Probleme apărute pe parcurs
După afirmațiile proprii, Sergiu Nicolaescu intenționa în primăvara anului 1975 să realizeze filmul Osînda. Autoritățile comuniste reprezentate de Dumitru Popescu „Dumnezeu” îi blocau filmul pe motiv că tema acestuia nu era de actualitate. Regizorul a fost sfătuit de Dumitru Ghișe, directorul Casei de Filme 4, să facă un „film de actualitate”, care să abordeze problemele de viață cu un realism socialist, pentru a-i sensibiliza pe responsabilii cu cenzura să aprobe filmul Osînda. La propunerea scenaristului Francisc Munteanu, „un maestru al compromisului”, Nicolaescu a luat scenariul „Copacii mor în picioare” și l-a adaptat, realizând apoi filmul Zile fierbinți (1975).
După premiera filmului, Sorin V. Popa, fiul scriitorului Victor Ion Popa și deținătorul de drepturi asupra romanului, a cerut și obținut blocarea de către Româniafilm a plății onorariului celor doi scenariști din cauza faptului că nu i se ceruse acordul pentru ecranizare. Regizorul a afirmat ulterior că fiul scriitorului i-a reproșat că nu a respectat acțiunea romanului și a făcut unele adăugiri. În urma mai multor discuții și a unui proces ce a durat până în 1978, cei trei au ajuns la o înțelegere și au convenit la 10 august 1978 că sunt „coautori” ai scenariului. Sorin V. Popa și Anușavan Salamanian au primit câte 45% din onorariul total și din drepturile de folosință, în timp ce Sergiu Nicolaescu a primit doar 10%. Fiul scriitorului a fost de acord ca numele său să fie omis de pe generic și de pe materialele publicitare, el retrăgându-și plângerea în justiție.

### Filmări
Filmul a intrat în faza de producție la 10 septembrie 1975. Filmările au avut loc în perioada 27 octombrie 1975 - 19 martie 1976 și s-au desfășurat în zona Făgăraș (mai precis la Sâmbăta de Sus), la Călugăreni, Sinaia, Brașov, Mangalia, Tariverde (comuna Cogealac, județul Constanța) și Târgoviște. Regizorul povestea că a avut noroc cu vremea, cutreierând zilnic cam 200 km cu echipa de filmare pentru a găsi un loc cu zăpadă: „când ne opream, ca o recompensă pentru efortul nostru, începea să ningă”. Regizor secund a fost Dumitru D. Câta. Printre asistenți au fost Mihai Teclu (asistent de regie), arh. Gheorghe Bălășoiu și Mara Cuculaș (asistenți de scenografie), Doina Zaharia și Anca Dobrescu (asistenți de montaj). Filmul a fost realizat în studiourile Centrului de Producție Cinematografică București.
Ca urmare a apariției unui conflict între regizor și pictorița de costume Oltea Ionescu, aceasta din urmă a fost nevoită să ceară rezilierea contractului, deși îndeplinise doar 70% din obligațiile contractuale. Ea a fost înlocuită de Hortensia Georgescu, cu care Nicolaescu mai colaborase și la alte filme.
Filmul a fost vizionat de conducerea Consiliului Culturii și Educației Socialiste (C.C.E.S.) la 9 aprilie 1976, iar Dumitru Popescu „Dumnezeu” s-ar fi înfuriat din cauza faptului că erau prezente cadre filmate în biserică și apăreau prea multe referiri la Dumnezeu în replicile personajelor. Potrivit regizorului, a fost o întreagă discuție cu privire la cuvintele pe care trebuia să le spună Amza Pellea în scena finală: „grijania ei de viață” sau „grijania ei de lume”. Autoritățile din domeniul culturii au solicitat scurtarea drastică a cadrelor de început și de final ale filmului. Modificările cerute au fost operate până la 22 mai, când filmului urma să i se mai adauge doar muzica. Muzica filmului a fost compusă de Tiberiu Olah (fiind catalogată de regizor ca „absolut magnifică” ) și interpretată de Orchestra Radioteleviziunii Române dirijată de Iosif Conta și de Corul de Cameră „Madrigal”, dirijat de Marin Constantin.
Aflat vara la vila sa de la Neptun, președintele Nicolae Ceaușescu a vizionat filmul și i-a plăcut. Conducerea C.C.E.S. a acceptat modificările făcute, iar filmul a fost aprobat de Direcția Generală a Presei și Tipăriturilor (D.G.P.T.) la 10 iulie 1976. Copia standard a fost definitivată la 15 iulie 1976. Cheltuielile de producție s-au ridicat la suma de 4.302.000 lei.

### Decoruri
Scenograful Constantin Simionescu a construit decoruri artificiale de o mare inventivitate. Prin decorurile create, scenograful a intenționat să realizeze o analiză sufletească a personajelor: mobilierul solemn din interiorul conacului boieresc transmite „realități sufletești reci” , bordeiul soției ce și-a uitat bărbatul și a risipit averea are toate lucrurile expuse în exterior arătând că totul e de vânzare, bordeiul Ruxandrei are un interior intim, stâna conține doar elemente ce exprimă esențele primare ale vieții . Alte elemente de decor transformate în laitmotiv sunt x-urile prezente de mai multe ori în film: în sârma ghimpată din scenele de război, în bariera de care trece Manlache la începutul filmului, în brațele morii de vânt sau în crucea purtată în spate de protagonist într-un efort sisifico-cristic. Ele simbolizează strivirea omului în lupta cu destinul. Lumânările aprinse din biserică care sunt stinse brusc atunci când Manlache intră în biserică cu Ruxandra în brațe reprezintă un răspuns la pângărirea sacrului: primirea femeii de către divinitate doar ca jertfă.

## Recepție
Filmul a avut premiera absolută la Constanța la 20 iulie 1976, apoi a avut premiera de gală la 9 septembrie 1976, la Sala Palatului din București, fiind distribuit la cinematografe din 13 septembrie 1976. Osînda a fost vizionat de 3.351.718 de spectatori la cinematografele din România, după cum atestă o situație a numărului de spectatori înregistrat de filmele românești de la data premierei și până la data de 31.12.2007 alcătuită de Centrul Național al Cinematografiei.
Potrivit lui Călin Stănculescu, producția lui Nicolaescu a fost primită „cu rețineri majore de critici”, deși este „una dintre puținele reușite ecranizări ale regizorului specializat în filme de aventuri și istorice”. Regizorul însuși a considerat Osînda ca fiind „poate cel mai bun film al meu” , un film de artă care a beneficiat de succes de public.
Criticul D.I. Suchianu considera că filmul este dintr-o privință „un adevărat tur de forță”, iar „calitățile sale dramatice, excelența montajului, perfecția autorilor, ne țin mereu în stare de «thrill» de atenție emoționată, dar, din cinci în cinci minute, se ivește câte un detaliu nenorocit, care strică tot, rupe vraja, anulează părerea noastră bună. Din fericire, repede după asta, filmul din nou ne prinde, ne cuprinde și reface starea poetică”. Un alt critic, Radu Georgescu, afirma că filmul discreditează opera lui Victor Ion Popa „prin nereușita sa cinematografică”, remarcând faptul că spectatorii nu se înghesuie să-l vadă, iar „biletele se găsesc din belșug la casă, pentru orice oră”.
În „Istoria filmului românesc (1897-2000)”, criticul Călin Căliman considera că scenariștii i-au conferit filmului „sensuri sociale mai acuzate, constituindu-se ca un ecou tragic al răscoalei de la 1907”, îndepărtându-se de textul scris de Victor Ion Popa. Autorii au preluat din roman doar câteva personaje – printre care Manlache Pleșa - și câteva din elementele narațiunii, dar au modificat semnificațiile faptelor relatate. Personajul principal a dobândit o valoare de simbol, însuși Amza Pellea afirmând că Manlache Pleșa este „o imagine a felului în care a mocnit și s-a plămădit durerea în sufletul acestui neam românesc”. Filmul a pus accentul pe latura epică, trecând în planul secund povestea de dragoste între Manlache și Ruxandra. Celelalte personaje devin și ele simboluri: jandarmul brutal (Gheorghe Dinică), boierul insidios (Emmerich Schäffer) sau „omul legii” (Sergiu Nicolaescu). Iarna are o funcție dramatică în conflict, criticul afirmând că ea dobândește „valențe antologice”.
Criticul Tudor Caranfil a dat filmului trei stele din cinci și a făcut următorul comentariu: „După zece ani de ocnă și doi de război, fostul răsculat de la 1907 Manlache revine la ai săi. Învinuit din nou pe nedrept de asasinarea boierului, el fuge în munți trăind, alături de Ruxandra, dragostea vieții sale. Romanul lui Victor Ion Popa «Velerim și Veler Doamne» inspiră unul dintre cele mai frumoase poeme de iubire din cinematograful românesc. Secv. rapel: îmbrățișarea de pe culmea înzăpezită într-o iarnă căreia directorul imaginii, Alexandru David, îi conferă valențe antologice. Compozitorul Tiberiu Olah și corul «Madrigal» ridică, mereu, fiorul emoțional căruia monteza Margareta Anescu (Pr. ACIN) i-a transmis propria ei melodie. P. Varna.” 

## Premii
Asociația Cineaștilor din România (ACIN) a acordat în 1976 acestui film Marele Premiu pentru filmele artistice de lung metraj (ex-aequo cu filmul Prin cenușa imperiului al lui Andrei Blaier). În plus, actorul Amza Pellea a obținut Premiul pentru interpretare masculină pentru interpretarea rolului Manlache Preda (ex-aequo cu Victor Rebengiuc pentru interpretarea rolului titular din Tănase Scatiu), editoarea Margareta Anescu a primit Premiul pentru montaj - pentru acest film -  și actorul Ernest Maftei a obținut o Diplomă de onoare pentru interpretarea rolului secundar din Osînda.
Filmul a obținut premii pentru regie și montaj la Festivalul de Film de la Cracovia din 1976. Osînda a fost propunerea României la Premiul Oscar pentru cel mai bun film străin în 1977, dar nu a fost acceptat în competiție.
Filmul a fost prezentat la Festivalul Internațional de Film de la Moscova (1977), fiind nominalizat la Premiul de Aur, iar Amza Pellea a obținut Premiul pentru interpretare masculină. Potrivit regizorului, filmul urma să obțină Premiul de Aur, ministrul Culturii din URSS telefonându-i lui Dumitru Ghișe, șeful cinematografiei din România, și solicitând ca Nicolaescu să plece la Moscova pentru a primi premiul. Regizorul a refuzat să plece pentru că era ocupat cu filmarea unei noi producții, iar rușii au decis atunci să-i acorde premiul pentru cel mai bun actor lui Amza Pellea, care se afla deja în URSS.